# Maison-musée Pascoli
La maison-musée Giovanni Pascoli à Castelvecchio Pascoli près de Barga, Italie, est une maison qui, après avoir été la résidence fixe du poète Giovanni Pascoli et de sa sœur bien-aimée Mariù, est aujourd'hui un musée.
La demeure qui appartenait à la famille Cardosi-Carrara a été achetée le 15 octobre 1895 par Pascoli qui y a vécu et travaillé régulièrement jusqu'à sa mort, survenue en 1912.

## Histoire
Giovanni Pascoli enseignait en 1895 au lycée Niccolini de Livourne et était à la recherche d'un endroit dans la campagne proche pour s'installer ; il a découvert par hasard l'existence de Barga par l'intermédiaire de ses amis, Giulio Giuliani, enseignant au lycée de Pise, et Carlo Conti, administrateur du Collegio San Giorgio dell'Ardenza. Pascoli visite Barga au début du mois de septembre et choisit de louer et ensuite acheter une villa du XVIIIe siècle située à Caprona (it) à Castelvecchio et appartenant à la famille Cardosi-Carrara.
Le 15 octobre 1895, il s'établit à Caprona avec sa sœur Mariù et son petit chien Gulì. À partir de ce moment et jusqu'à sa mort, en 1912, le poète alterna des séjours à Castelvecchio et des séjours dans les villes où il exerçait ses fonctions de professeur. La "bicocca di Caprona" devint le centre d’une des périodes les plus prolifiques et les plus heureuses de la création poétique de ses œuvres en vers italiens et latins et de plusieurs essais sur Dante. Pascoli a acheté la maison en 1902 ; pour la payer, il a été contraint de vendre cinq des médailles d'or gagnées au Certamen poeticum Hoeufftianum.
Après la mort de son frère, Mariù Pascoli a continué de vivre en pleine solitude à la résidence de Castelvecchio jusqu'à sa mort en 1953 ; en quarante-et-un ans, elle n'apporta aucune modification substantielle aux meubles ni à l'apparence de la maison, refusant d'installer l'électricité et l'eau courante pour en préserver l'intégrité. Entre temps, la maison a été déclarée monument national. Un nouveau bâtiment a été construit en 1934 pour abriter le Jardin d'enfants Ruggero et Caterina Pascoli.
À sa mort, en 1953, Maria lègue par testament « la maison, la chapelle, les livres, les papiers de son frère Giovanni, les souvenirs de famille et d'autres choses de la maison » à la municipalité de Barga. La réalisation du legs n’a pas été immédiate : après de nombreuses controverses, ce n’est qu’en septembre 1955 que la municipalité est entrée en possession de la maison et de tout son contenu.
La maison, qui est inaugurée le 1er novembre 1960, abrite toujours le complexe muséal, tandis que les anciens locaux de l'école maternelle servent de siège à la fondation Giovanni Pascoli.

## Le lieu
Grâce à sa sœur Mariù, la maison, construite sur trois étages, a conservé l’aspect et la structure que Giovanni Pascoli désirait pendant les années qu'il y a vécu. Les pièces reflètent toujours les goûts, les amitiés et les connaissances du poète, tandis que les meubles et les nombreux souvenirs de famille témoignent de la personnalité de Mariù et de son monde réunis autour de la figure de son frère.

### La chapelle
À côté de la maison se trouve la chapelle sur la façade de laquelle une plaque où les versets du poème Il Sepolcro (Le sépulcre) sont retranscrits.
La chapelle est un lieu de méditation où le poète et sa sœur Maria sont enterrés sous une arche de marbre réalisée par Leonardo Bistolfi ; un diptyque en latin composé par Pascoli pour sa sœur y est gravé : « Quae nihil optasti nisi pacem pace fruaris / una cum maesto candida fratre soror » (Vous qui ne vouliez rien d'autre que la paix, vous pourrez profiter avec votre frère triste, oh sœur candide). 
Les artéfacts et les fresques sont signés Adolfo Balduini, peintre barghigiain (de Barga).

## Le musée

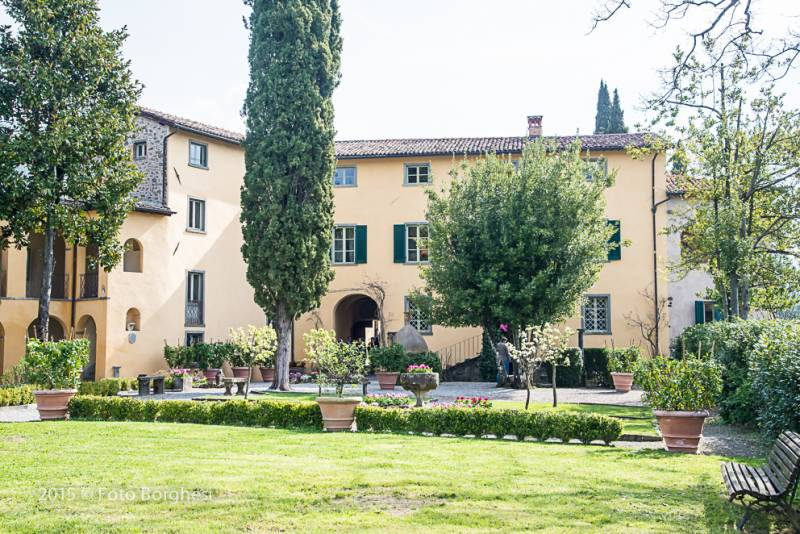
Le jardin de casa Pascoli
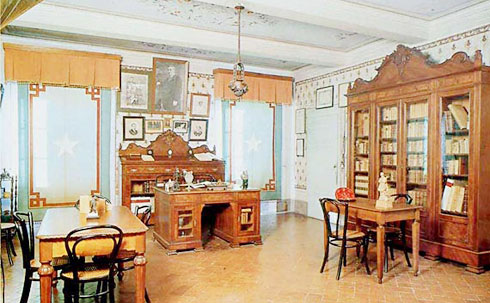
Le bureau de Giovanni Pascoli
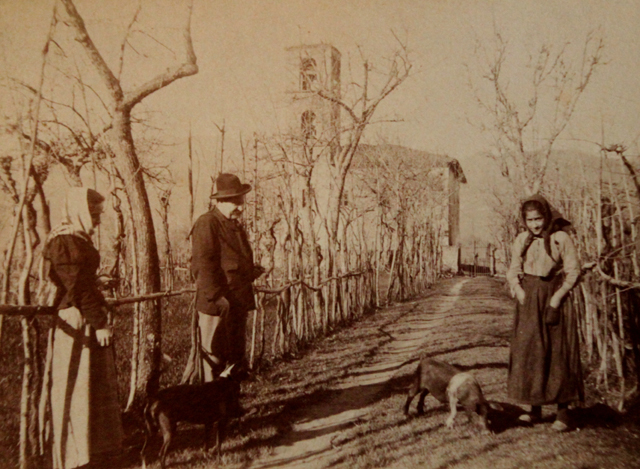
Giovanni Pascoli avec des fermières